# Canelo Casas
Canelo Casas, född okänt datum år 1982 i Mexico City, är en mexikansk fribrottare (luchador). Canelo Casas gestaltar en rudo, det vill säga en ond karaktär. Canelo Casas är kusin till den betydligt mer meritrade Negro Casas.
Han brottades i Mexikos äldsta fribrottningsförbund Consejo Mundial de Lucha Libre, vanligtvis förkortat som "CMLL" mellan 2013 och 2017.